# 滝沢志郎
滝沢 志郎（たきざわ しろう、1977年 - ）は、日本の小説家。

## 経歴・人物
1977年、島根県生まれ。東洋大学文学部史学科を卒業後、テクニカルライターとして活動。2017年、『明治乙女物語』で第24回松本清張賞を受賞。
小学校高学年の頃、内田康夫の浅見光彦シリーズに没頭。小説を書くことに興味がわき、担任に提出する日記に、国語の教科書に掲載されている作品のパロディを書いていた。

## 作品

### 単著
- 明治乙女物語（2017年7月、文藝春秋／2019年6月、文春文庫）
- 明治銀座異変（2018年9月、文藝春秋）
- エクアドール（2022年5月、双葉社）
- 雪血風花（2024年2月、双葉社）
- 月花美人（2024年7月、KADOKAWA）

### 雑誌連載
- エクアドール（『小説推理』2021年5月号-2022年2月号）
- 雪血風花（『小説推理』2023年4月号-2023年11月号）